# Новартис
Novartis International AG или само Novartis (от латинските корени Novae Artis — „нови постижения“) е многонационална фармацевтична компания, чието седалище се намира в град Базел, Швейцария, номер едно по приходи (53 млрд. щ.д. през 2008 г.) и номер три по продажби, които възлизат на 36,173 млрд. щ.д. (2008), сред компаниите в този бранш.
Novartis е една от най-големите компании в здравеопазването в света и е лидер при фармацевтичните компании. Образувана е през март 1996 чрез сливането на Ciba-Geigy и Sandoz. Това се смята за най-голямото корпоративно сливане в историята по това време. Фармацевтичните и агрохимичните подразделения на двете компании формират Novartis като независим субект.
След сливането другите бизнеси на Ciba-Geigy и Sandoz са продадени или, като Ciba Specialty Chemicals, са отделени като независими компании. Марката Sandoz изчезва за три години, но е възродена през 2003 г., когато Novartis консолидира бизнеса си с генерични лекарства в едно дъщерно дружество и го нарича Sandoz. Novartis се освобождава от бизнеса си с агрохимикали и генетично модифицирани култури през 2000 г. с отделянето на Syngenta в партньорство с AstraZeneca, която също продава бизнеса си с агрохимикали. Новата компания също прави серия от придобивания, за да укрепи основния си бизнес.
Novartis произвежда лекарства като клозапин (Clozaril), диклофенак (Voltaren), карбамазепин (Tegretol), валсартан (Diovan), иматиниб мезилат (Glivec), циклоспорин (Neoral/Sandimmun), летрозол (Femara), метилфенидат (риталин) и др.
Компанията е бивш собственик на Gerber Products Company – основен производител на продукти за кърмачета и бебешки продукти, но я продава на Nestlé на 1 септември 2007 година
Novartis е пълноправен член на Европейската федерация на фармацевтичните индустрии и асоциации (EFPIA).